# Dragons – Das große Drachenrennen
Dragons – Das große Drachenrennen, auch Dragons: Das Erwachen der Drachenläufer (Originaltitel: Dragons: Dawn of the Dragon Racers) ist ein US-amerikanischer computeranimierter Kurzfilm von DreamWorks Animation aus dem Jahr 2014. Der Kurzfilm erzählt in einer Rückblende, wie das traditionelle Drachenrennen entstanden ist und spielt zeitlich zwischen den Staffeln Die Wächter von Berk und Auf zu neuen Ufern aus der Serie DreamWorks Dragons.

## Handlung
In Berk bereiten sich Hicks, Astrid, Rotzbakke, Fischbein, Taffnuss und Raffnuss auf das alljährliche Drachenrennen vor. Als Rotzbakke gerade den anderen stolz seine neuste Erfindung, die Schafsschleuder, präsentiert, kommt die Frage auf, wer das Drachenrennen eigentlich erfunden hat. Der Vorstoß von Rotzbakke, dass er das Drachenrennen erfunden hätte, stößt auf Widerspruch und Astrid beginnt in einer Rückblende zu erzählen, wie dieser Sport eigentlich entstanden ist:
Es sind nur noch wenige Tage bis zu der jährlich stattfindenden Regatta, als die Schafe des nicht mehr ganz so stummen Sven ausgebrochen sind. Nachdem es Grobian nicht gelingt, die Schafe einzufangen, bittet Haudrauf Hicks und seine Drachenreiter sich darum zu kümmern. Aus dieser Aufgabe entsteht unter den Jugendlichen schnell ein Wettbewerb, bei dem alle schließlich drei Schafe einsammeln und sich alles mit dem letzten noch fehlenden schwarzen Schaf entscheidet. Hicks Versuch, das Schaf vor Rotzbakke zu ergattern, wird durch Grobian gestoppt, der ihm mitteilt, dass ihn sein Vater sprechen wollen würde. Haudrauf teilt Hicks mit, dass er für ein paar Tage geschäftlich unterwegs sei und Hicks nun die Verantwortung für Berk hätte und sich um die Vorbereitungen für die Regatta kümmern soll. Hicks, der nicht sonderlich begeistert von der Regatta ist, akzeptiert seine Aufgabe und kehrt zurück in die Drachenarena. Dort stellt Taffnuss den anderen Drachenreitern gerade die Regeln für das neu erschaffene Drachenrennen vor. Doch Hicks unterbricht die Gruppe und teilt ihnen mit, dass es wegen der Regatta erstmal keine Drachenrennen geben wird.
Am nächsten Morgen muss Hicks jedoch feststellen, dass Rotzbakke, Taffnuss, Raffnuss und Astrid erneut unterwegs sind, um Schafe einzusammeln. Aber auch die Einwohner von Berk haben mehr Interesse an einem Drachenrennen als an der Regatta, woraufhin Hicks entscheidet, genau ein Drachenrennen zu veranstalten, bevor sich dann alle wieder auf die Regatta vorbereiten. Schließlich werden zwei Teams gebildet: Das Team Rotznüsse bestehend aus Rotzbakke und den Zwillingen gegen Hicks, Astrid und Fischbein. Doch Fischbein lehnt seine Teilnahme ab, da er mit Fleischklops an seinem Schiff für die Regatta bastelt. Hicks und Astrid treten daher alleine gegen das Team Rotznüsse an und als beide Teams gleich viele Schafe eingesammelt haben, entscheidet sich erneut alles mit dem schwarzen Schaf. Rotzbakke und Astrid entdecken schließlich das letzte Schaf, fliegen auf es zu und stürzen zusammen, woraufhin Astrid sich am Arm verletzt.
Kaum ist das Drachenrennen vorbei, fordern die Einwohner von Berk schon ein weiteres Rennen. Hicks der nun auch keine Teampartnerin mehr hat, von Rotzbakke aber provoziert wird, dass er sowieso verlieren würde, stimmt schließlich einem weiteren Rennen zu und bittet erneut Fischbein um Hilfe. Aber Fischbein lehnt abermals ab, ändert seine Meinung aber kurzerhand, nachdem er feststellt, dass Fleischklops nicht seetauglich ist.
Doch gerade als das Drachenrennen hätte starten soll, kehrt Haudrauf zurück, sichtlich verwundert, warum noch keine Vorbereitungen für die Regatta getroffen wären. Hicks erklärt ihm, dass er eine harte Entscheidung zum Wohle des Volkes hätte treffen müssen und die Regatta durch ein Drachenrennen ersetzt hätte. Anders als erwartet stimmt Haudrauf dem Drachenrennen zu, jedoch mit ein paar Veränderungen. Astrid, die selbst nicht teilnehmen kann, wird als Schiedsrichterin eingesetzt, um sicherzustellen, dass niemand betrügt.
Das Rennen beginnt und schließlich gelingt es beiden Teams jeweils 25 Schafe einzusammeln, wodurch sich ein weiteres Mal alles mit dem schwarzen Schaf entscheidet. Zur Überraschung von Hicks gelingt es Taffnuss relativ schnell, das schwarze Schaf zu finden. Doch gerade als das Team Rotznüsse als Gewinner verkündet wird, taucht Fischbein mit einem weiteren schwarzen Schaf auf. Schließlich stellt sich heraus, dass Taffnuss ein Schaf nur schwarz angemalt hat und Fischbeins gefundenes Schaf das echte schwarze Schaf ist, woraufhin das Team Hicksbein gewinnt.
Die Rückblende endet und Hicks stellt fest, dass es technisch gesehen eigentlich Taffnuss war, der das Drachenrennen erfunden hat, da er die ursprünglichen Regeln aufgestellt hat. Nachdem Rotzbakke ziemlich niedergeschlagen von dieser Erkenntnis ist, einigen sich die Drachenreiter darauf, dass sie alle etwas zum Drachenrennen beigetragen hätten. Am Ende ertönt ein Horn, welches den Beginn des diesjährigen Drachenrennens einläutet.

## Veröffentlichung
Der Kurzfilm wurde erstmals als Bonusmaterial auf der Blu-ray des Films Drachenzähmen leicht gemacht 2 am 21. November 2014 veröffentlicht.
Die Erstausstrahlung im deutschen Fernsehen erfolgte am 29. November 2014 auf Super RTL.
Seit dem 20. Dezember 2018 ist der Kurzfilm Dragons – Das große Drachenrennen zusammen mit Die Geschichte vom Knochenräuber-Drachen, Drachen – Ein Geschenk von Nachtschatten und Buch der Drachen als DVD unter dem Titel Drachenzähmen leicht gemacht – Die Kurzfilm-Collection erhältlich.

## Synchronisation
Die deutschsprachige Fassung wurde von der Interopa Film GmbH in Berlin produziert, die zuvor bereits für die Synchronisation des Films Drachenzähmen leicht gemacht und der Serie DreamWorks Dragons verantwortlich war. Während Alexander Löwe erneut, wie beim Film, das Dialogbuch schrieb, führte bei diesem Kurzfilm Hannes Maurer die Dialogregie. Die Sprecher, sowohl in der englischen Originalfassung als auch in der deutschsprachigen Synchronisation, entsprechen denen aus der Serie.
| Originalrollenname            | Originalsprecher         | Deutscher Rollenname  | Deutscher Sprecher  |
| ----------------------------- | ------------------------ | --------------------- | ------------------- |
| Hiccup Horrendous Haddock III | Jay Baruchel             | Hicks der Hüne III.   | Konrad Bösherz      |
| Stoick the Vast               | Nolan North              | Haudrauf der Stoische | Tilo Schmitz        |
| Gobber the Belch              | Chris Edgerly            | Grobian der Rülpser   | Thomas Nero Wolff   |
| Astrid Hofferson              | America Ferrera          | Astrid Hofferson      | Anne Helm           |
| Snotlout Jorgenson            | Zack Pearlman            | Rotzbakke Jorgenson   | Tim Sander          |
| Fishlegs Ingerman             | Christopher Mintz-Plasse | Fischbein Ingerman    | Hannes Maurer       |
| Tuffnut Thorston              | T. J. Miller             | Taffnuss Thorston     | Nico Sablik         |
| Ruffnut Thorston              | Andree Vermeulen         | Raffnuss Thorston     | Britta Steffenhagen |
| Mulch                         | Tim Conway               | Mulch                 | Axel Lutter         |
| Bucket                        | Thomas F. Wilson         | Pütz                  | Uli Krohm           |
| Silent Sven                   | Tom Kenny                | Stummer Sven          | Matthias Rimpler    |

## Auszeichnungen
Dragons – Das große Drachenrennen war bei den Annie Awards 2015 in der Kategorie Best Animated Special Production nominiert.